# 龍王峡

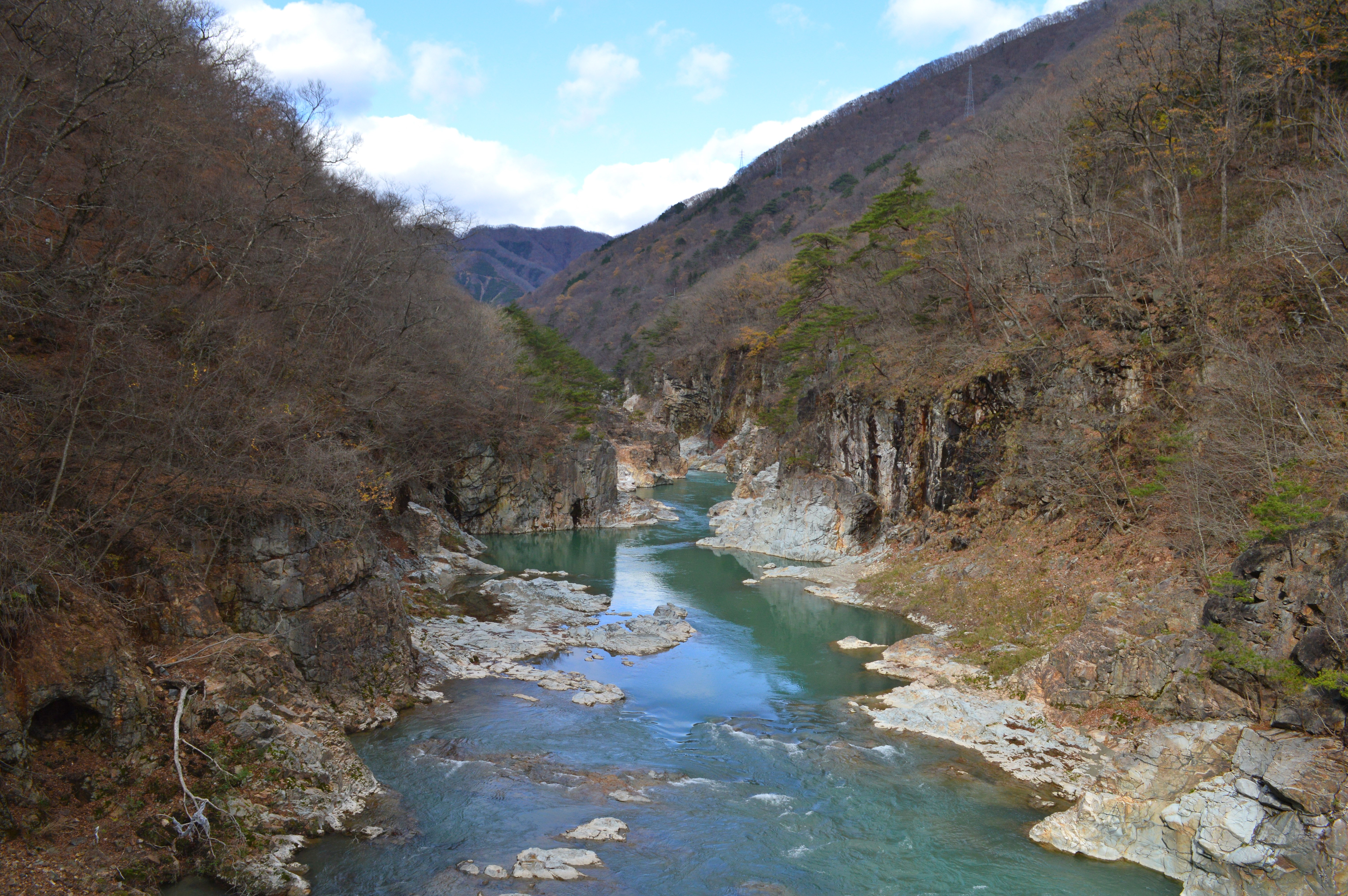
龍王峡 概観白竜峡下流部にかかる虹見橋から、上流側にかかるむささび橋方向を望む。

龍王峡（りゅうおうきょう）は栃木県北部、日光市の鬼怒川上流部に発達する峡谷。鬼怒川温泉と川治温泉の中間に位置し、日光国立公園に属する景勝地である。火山岩が約3kmに亘って浸食されてできた峡谷で、険しい岩盤が露出し、さながら竜が暴れ回ったような形跡を残すことから龍王峡と名付けられた。至る所に奇岩や瀑布が連続する。岩の種類と色によって紫竜峡、青竜峡、白竜峡と呼び名が分かれているのが特徴。流紋岩が際だつ白竜峡は瀑布が多く、虹見の滝、竪琴の滝、白竜ヶ淵、岩ノ原、大観石、五光岩、兎跳などの名所がある。青竜峡は凝灰岩が中心で、材木状にとがった材木岩、獅子岩、白岩などが知られる。紫竜峡は安山岩が中心。
一帯は関東有数の温泉地であるため訪れる人は多い。特に紅葉のシーズンには人混みでごった返す。散策遊歩道が設けられており、中でもむささび橋から眺める風景が知られる。

## 画像

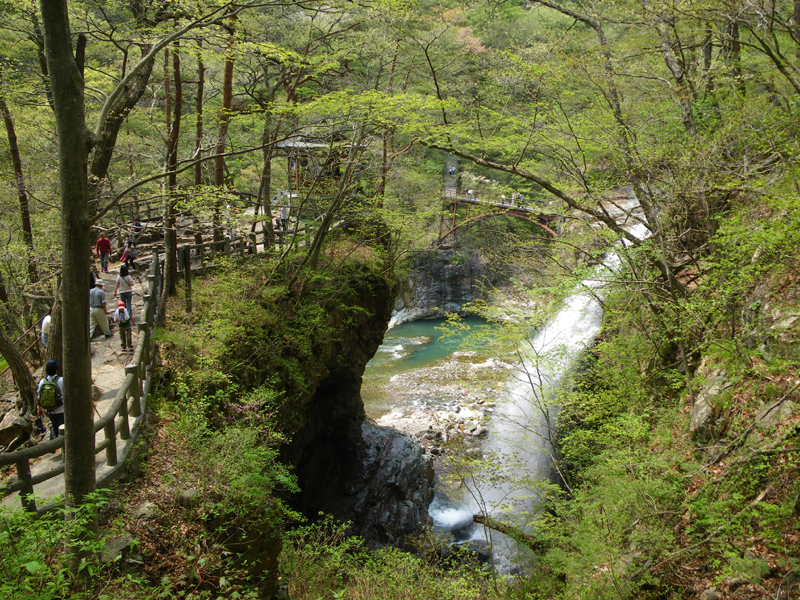
虹見の滝。画面左上の建物は龍王神社。
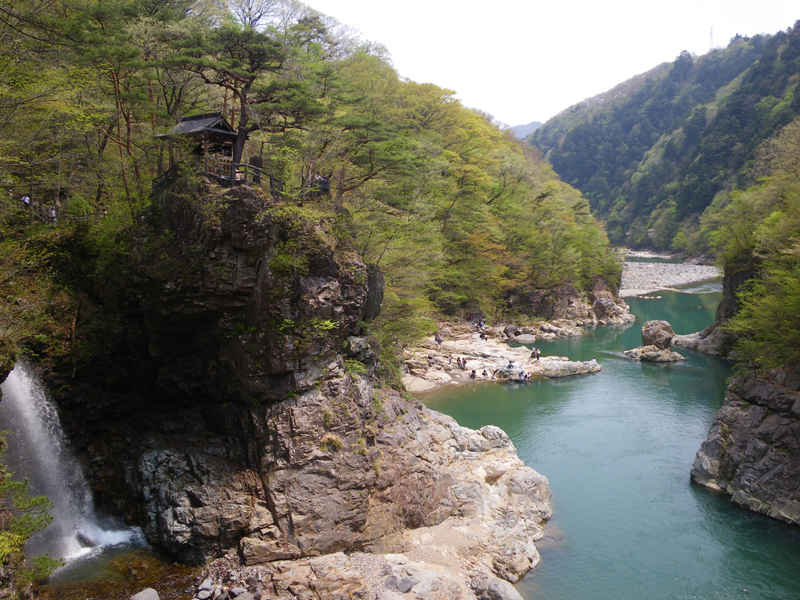
虹見橋より下流側を望む。崖上の建物は龍王神社、左下は虹見の滝。
- 虹見の滝